# Päpstliches Koreanisches Kolleg
Das Päpstliche Koreanische Kolleg (italienisch Pontificio Collegio Coreano; englisch Korean Pontifical College) in Rom ist ein Päpstliches Kolleg für Seminaristen. Es ist gleichzeitig ein Priesterseminar für an den  Päpstlichen Universitäten studierenden südkoreanische  Priester.
Das Kolleg ist in Rom in der Via degli Aldobrandeschi 124 untergebracht und wurde am 23. März 2001 von Papst Johannes Paul II. inauguriert und seiner Bestimmung übergeben.  An den Feierlichkeiten nahm auch eine Delegation südkoreanischer Bischöfe unter der Leitung von  Stephen Kardinal Kim Sou-hwan, dem Erzbischof von Seoul, teil. Die Bildungseinrichtung steht unter Trägerschaft der koreanischen Bischofskonferenz, die Studenten werden durch die koreanischen Diözesanbischöfe ausgewählt und nach Rom entsandt. Als Schutzpatron erwählte sich das Kolleg den Heiligen Andreas Kim Taegon.